# Gary Armstrong (cricket)
Garfield 'Gary' McCline Armstrong (sinh ngày 17 tháng 4 năm 1965) là 1 cựu vận động viên cricket người Bahamas. Armstrong là 1 right-handed batsman và ném kiểu right-arm medium pace. Armstrong đã chơi cho Bahamas tổng cộng 27 trận.
Armstrong chơi trận đầu tiên cho Bahamas tại giải 2002 ICC Americas Championship cùng đội Mỹ.
Armstrong chơi trận Twenty20 đầu tiên khi đối đầu với Cayman Islands ở vòng 1 giải 2006 Stanford 20/20.  Armstrong  ghi được 1 run và ném 2/22, tuy nhiên  Bahamas đã thua bằng 57 runs.
Armstrong đã đại diện Bahamas trong giải 2008 ICC World Cricket League Division Five và 2010 ICC Americas Championship Division 2. Tại giải đấu này anh cũng chơi trận cuối cùng cho đội tuyển quốc gia khi tiếp Suriname.

## Gia đình
Anh trai của Armstrong là Llewellyn Armstrong cũng đã từng là đội trưởng của Bahamas.

## Liên kết khác
- Gary Armstrong at Cricinfo
- Gary Armstrong at CricketArchive